# 결합 절단
결합 절단(結合切斷, 영어: bond cleavage)은 화학에서 화학 결합이 분해되는 것이다. 결합 분열(結合分裂, 영어: bond fission)이라고도 한다. 이는 일반적으로 분자가 두 개 이상의 단편으로 절단되는 경우 해리라고 할 수 있다.
일반적으로 결합 절단에는 공정의 성격에 따라 균형 분해(homolysis)와 불균형 분해(heterolysis)라는 두 가지 부류로 분류된다. 시그마 결합의 삼중항 및 단일항 여기 에너지는 결합이 균형 분해 경로를 따르는지 또는 불균형 분해 경로를 따르는지 결정하는 데 사용될 수 있다. 금속-금속 시그마 결합은 결합의 여기 에너지가 극도로 높아 관찰 목적으로 사용할 수 없기 때문에 예외이다.
어떤 경우에는 결합 절단에 촉매가 필요하다. C–H 결합의 높은 결합 해리 에너지(약 100 kcal/mol (420 kJ/mol))로 인해 탄소에서 수소 원자를 분리하고 다른 원자를 탄소에 결합시키는 데 많은 양의 에너지를 필요로 한다.

## 같이 보기
- 화학 결합